# Rapax Team
A Rapax Team é uma equipe automobilística italiana que disputou várias temporadas da GP2 Series e o Campeonato de Fórmula 2 da FIA de 2017. A história da equipe pode ser rastreada até quando a equipe da GP Racing foi fundada em 1997, e também quando a Piquet Sports foi criada em 2000 pelo tricampeão mundial de Fórmula 1 Nelson Piquet. Em 2007, a Piquet Sports e a GP Racing se fundiram para criar a "Minardi Piquet Sports". Em 2008, a equipe retirou a palavra "Minardi" de seu nome. No início de 2009, a equipe foi vendida e renomeada para Piquet GP, mas mudou seu nome novamente em novembro para Rapax Team, uma vez que todos os laços remanescentes com o proprietário Piquet foram cortados.

## História

### Fórmula 3
A equipe é fundada em 2000 com o objetivo principal de levar Nelson Angelo Piquet para a Fórmula 1 sob a direção técnica de Felipe Vargas que está até hoje. Se apresenta pela primeira vez na Fórmula 3 Sul Americana em 2001 e para o ano seguinte consegue seu primeiro título ao totalizar 13 vitórias e 16 pole position. A escuderia decide participar da Fórmula 3 Britânica em 2003 chegando em terceiro no campeonato, e sendo campeões em 2004.

### GP2 Series
Ingressa no primeiro campeonato da GP2 Series em associação com a fabricante de motores britânica HiTech Racing que para este ano foi renomeada como HiTech/Piquet Racing com os pilotos brasileiros Nelson Angelo Piquet e Alexandre Negrão. Piquet conseguiria a primeira vitória da equipe em Spa na Bélgica.
Para a temporada 2006 a equipe volta a correr com os mesmos pilotos mas esta vez sem a marca HiTech, obtendo o segundo lugar entre os construtores e o titulo de vice-campeão para Nelson Piquet.
Em 2007 faz uma aliança com a ex-equipe de Fórmula 1, Minardi, para correr na temporada 2007 com os pilotos Alexandre Negrão e o espanhol Roldán Rodríguez, sendo a 11ª classificada entre as equipas.
Em 2008 os pilotos foram Andreas Zuber e Pastor Maldonado, com a equipa a ficar no 3º lugar final.
Para a temporada de 2009 a equipa mudou de nome, para Piquet GP, e contratou os pilotos Roldán Rodríguez e Alberto Valerio, e foi a 7ª classificada entre as equipas.
Na temporada 2010, a equipa mudou de nome novamente, para Rapax Team, sendo campeã com o piloto venezuelano Pastor Maldonado.